# Prefetti della provincia di Lodi
Elenco completo dei prefetti della provincia di Lodi dal 1995.

## Repubblica italiana
- Annamaria Sorge Lodovici (6 novembre 1995 - 3 dicembre 1996)
- Domenico Gorgoglione (21 aprile 1997 - 2 dicembre 2001)
- Francesco Avellone (3 dicembre 2001 - 27 luglio 2003)
- Nicoletta Frediani (28 luglio 2003 - 11 gennaio 2005)
- Nicola Izzo (12 gennaio 2005 - 27 luglio 2005)
- Francesco De Stefano (28 luglio 2005 - 11 marzo 2008)
- Giuseppa Strano (7 aprile 2008 - 28 agosto 2011)
- Matteo Piantedosi (29 agosto 2011 - 9 gennaio 2012)
- Pasquale Gioffrè (10 gennaio 2012 - 29 dicembre 2013)
- Antonio Corona (30 dicembre 2013 - 28 giugno 2015)
- Patrizia Palmisani (29 giugno 2015 - 25 marzo 2019)
- Marcello Cardona (26 marzo 2019 - 29 dicembre 2020)
- Giuseppe Montella (30 dicembre 2020 - 22 giugno 2022)
- Enrico Roccatagliata (dal 23 giugno 2022)